# Allal Yaâla
Allal Yaâla (arabe : علال يعلى), membre cofondateur du groupe mythique Nass El Ghiwane, est né à Casablanca Hay Mohammadi à Derb Moulay Cherif en 1939. Originaire de la région de Taroudant, plus précisément de la tribu des Houara, il grandit dans un milieu bercé par la musique marocaine traditionnelle et moderne. La sagesse du silence expressif, est une évocation vibrante du Hay Mohammadi, ancienne Casablanca dont sont issus les piliers des Ghiwane. Allal Yaâla est l’homme au banjo, musicien et professeur de luth arabe, à la fois discret et modeste.